# Farofa de içá
Farofa de içá é uma iguaria feita com a parte inferior do abdome da tanajura (a fêmea da formiga saúva) que possui cerca de 30% de gordura e 15% de proteína. Como "rainha do sauveiro" ela pode viver mais de 14 anos. O consumo de içá vem da cultura indígena, e nos dias atuais é um hábito da região do Vale do Paraíba, típico da comida caipira do interior de São Paulo.

## Na cultura popular
O escritor Monteiro Lobato foi um grande apreciador da iguaria, chamando-a de "caviar da gente taubateana".
O quadrinista Mauricio de Sousa também foi um apreciador de içá, quando ainda pequeno. A tradicional caça e sua respectiva culinária são retratadas na revista em quadrinhos da "Turma do Chico Bento".